# Öjasjön, Halland
Öjasjön är en sjö i Halmstads kommun i Halland och ingår i Nissans huvudavrinningsområde. Sjön är 7,5 meter djup, har en yta på 0,0613 kvadratkilometer och befinner sig 57,7 meter över havet.

## Delavrinningsområde
Öjasjön ingår i det delavrinningsområde (630186-133176) som SMHI kallar för Ovan Galtabäcken. Medelhöjden är 77 meter över havet och ytan är 2,24 kvadratkilometer. Räknas de 2 avrinningsområdena uppströms in blir den ackumulerade arean 50,97 kvadratkilometer. Sännan som avvattnar avrinningsområdet har biflödesordning 2, vilket innebär att vattnet flödar genom totalt 2 vattendrag innan det når havet efter 26 kilometer. Avrinningsområdet består mestadels av skog (79 %). Avrinningsområdet har 0,06 kvadratkilometer vattenytor vilket ger det en sjöprocent på 2,7 %.